# Janne Ahonen
Janne Petteri Ahonen (Lahti, 11. svibnja 1977.) je skijaš skakač iz Finske.
Debitirao je u svjetskom kupu 13. prosinca 1993. godine u Ruhpoldingu i osvojio je 56. mjesto. Od tada je (do 6. siječnja 2008.) ostvario 35 pojedinačnih pobjeda, 41 druga mjesta i 27 trećih mjesta. 2003./2004. i 2004./2005. je odnio ukupnu pobjedu u svjetskom kupu. On je skakač s najviše postolja u povijesti (103) i skakač s najviše pobjeda u jednoj sezoni (12). Jedan je od trojice skakača koji su uspjeli pobijediti 6 puta za redom.
Vlasnik je i dva olimpijska odličja. Momčadska srebra ima iz 2002. i 2006. Na svjetskim prvenstvima osvojio je 10 odličja, što na maloj, što na velikoj skakaonici (4 zlata, 2 srebra, 4 bronce). Uspješan je bio i na svjetskim prvenstvima u letovima: srebro iz 1996., bronca iz 2000., srebro iz 2004., te dva momčadska srebra iz 2004. i 2006.

## Turneja četiri skakaonice
16 sezona je nastupao na Novogodišnjoj turneji četiri skakaonice. Ima devet pojedinačnih pobjeda i pet ukupnih pobjeda (1999., 2003., 2005., 2006. i 2008.) Pobjedom na turneji 2008. godine postao je prvi skakač u povijesti koji je slavio pet puta. Zanimljiv je podatak da je 1999. godine odnio ukupnu pobjedu, a da nije upisao niti jednu pojedinačnu pobjedu na turneji.

## Privatni život
Živi sa suprugom Tiijom i sinom Micom. Najdraže mu je jelo tjestenina, a piće pivo. Najviše voli gledati akcijske filmove i slušati finski sastav Vieraileva Tahti. Životni moto mu je: Uvijek se smij.